# Xanthosoma caladioides
Xanthosoma caladioides är en kallaväxtart som beskrevs av Michael Howard Grayum. Xanthosoma caladioides ingår i släktet Xanthosoma och familjen kallaväxter.
Artens utbredningsområde är Panamá. Inga underarter finns listade.